# سیمکا
سیمکا (Simca) شرکت خودروسازی فرانسوی بود، که در سال ۱۹۳۴ تأسیس و در سال ۱۹۷۰ منحل شد.